# گئورگ خاچاتریان
گئورگ خاچاتریان (ارمنی: Գևորգ Ավետիսի Խաչատրյան؛ ۱۹۳۶ – ۱۹۹۶) مهندس اهل ارمنستان بود.